# Uhland, Texas
Uhland är en stad (city) i Caldwell County, och Hays County, i Texas. Vid 2010 års folkräkning hade Uhland 1 014 invånare.